# Tullahoma
Tullahoma è una città degli Stati Uniti d'America, situata nello Stato del Tennessee, nella contea di Coffee e in una porzione nella contea di Franklin.
Fondata nel 1852 come campo di lavoro complementare alla nuova ferrovia, il nome di Tullahoma significa "roccia rossa" nella lingua Choctaw. La città è conosciuta per aver dato il nome alla campagna di Tullahoma (1863).